# Marilândia do Sul
Marilândia do Sul là một đô thị thuộc bang Paraná, Brasil. Đô thị này có diện tích 384,424 km², dân số năm 2007 là 9193 người, mật độ 23,3 người/km².